# Wahlen in Nigeria 2023
Die Präsidentschafts- und Parlamentswahlen in Nigeria 2023 fanden am 25. Februar 2023 statt. Aufgrund verschiedener Probleme während der Wahlen wurden einige Wahllokale am 26. Februar 2023 erneut geöffnet. Sie wurden von der Independent National Electoral Commission (INEC) organisiert. Die Wahlen waren die siebten seit dem Ende der Militärregierung im Jahr 1999. Mit mehr als 90 Millionen registrierten Wählern waren es die größten jemals in Afrika abgehaltenen Wahlen. Die Wahlen, bei denen der Präsident, das Repräsentantenhaus und der Senat gewählt wurden, gelten als richtungsweisend für die demokratische Stabilität des Landes. In jedem Fall wurde ein neuer Präsident gewählt, da Amtsinhaber Muhammadu Buhari nach zwei Amtszeiten nicht erneut als Präsident kandidieren durfte. Es zeichnete sich im Laufe der Auszählung ab, dass es zu teils massiven Unregelmäßigkeiten gekommen ist. Am 1. März 2023 erklärte die Wahlkommission den Kandidaten der Regierungspartei, Bola Tinubu, zum Sieger der Präsidentschaftswahl.

## Wahlmodus
| Wahljahr | Stimmenanteil PDP | Kandidat | Stimmenanteil AD-APP/ ANPP/ CPC/APC | Kandidat | Stimmenanteil Sonstige | Kandidat |
| -------- | ----------------- | -------- | ----------------------------------- | -------- | ---------------------- | -------- |
| 1999     | 62,78 %           | Obasanjo | 37,22 %                             | Shinkafi | 0,00 %                 |          |
| 2003     | 61,94 %           | Obasanjo | 32,19 %                             | Buhari   | 5,87 %                 |          |
| 2007     | 69,60 %           | Yar’Adua | 18,66 %                             | Buhari   | 11,74 %                | Abubakar |
| 2011     | 58,87 %           | Jonathan | 31,97 %                             | Buhari   | 9,16 %                 | Ribadu   |
| 2015     | 44,96 %           | Jonathan | 53,96 %                             | Buhari   | 1,08 %                 |          |
| 2019     | 41,20 %           | Abubakar | 55,60 %                             | Buhari   | 3,20 %                 |          |
| 2023     |                   | Abubakar |                                     | Tinubu   |                        | Obi      |

Präsidentschafts- und Parlamentswahlen finden in Nigeria im vierjährigen Turnus simultan statt.
Präsidentschaftskandidaten werden in Vorwahlen in ihren Parteien ermittelt. Sie kandidieren jeweils zusammen mit einem Kandidaten für das Vizepräsidentenamt. Der Präsident wird mit der einfachen Mehrheit bestimmt, er muss jedoch in mindestens zwei Dritteln der Bundesstaaten jeweils mindestens 25 % der Stimmen erreichen. Gelingt dies keinem Kandidaten, kommt es zu einer Stichwahl.
Am selben Tag werden die 360 Abgeordneten des Repräsentantenhauses in ebenso vielen Wahlkreisen nach dem Mehrheitswahlrecht gewählt. Die 109 Mitglieder des Senats werden ebenfalls nach dem Mehrheitswahlrecht ermittelt, je drei Abgeordnete in den jeweils drei Wahlkreisen der Bundesstaaten und einer im Federal Capital Territory.
Über 90 Millionen Nigerianer sind als Wahlberechtigte registriert.

## Ausgangslage
Der ehemalige General und Militärherrscher Muhammadu Buhari vom All Progressives Congress (APC) wurde bei den Wahlen 2015 zum Präsidenten gewählt, bei den Wahlen 2019 wiedergewählt und kann laut Verfassung nicht erneut wiedergewählt werden.
Im Senat konnte die APC bei den letzten Wahlen 64 der 106 Sitze gewinnen, 41 gingen an die People’s Democratic Party (PDP) und einer an die Young Progressive Party (YPP).
Im Repräsentantenhaus gingen bei der letzten Wahl 217 der 352 Sitze an die APC, 115 an die PDP, neun an die All Progressives Grand Alliance (APGA), drei an die African Democratic Congress (ADC), je zwei an die People’s Redemption Party (PRP) und die AA und je einer an die APM, die Social Democratic Party (SDP) und die Action Democratic Party (ADP).

## Kandidaten für die Präsidentschaftswahl
Bei der Präsidentenwahl standen sich zum ersten Mal in der IV. Republik drei aussichtsreiche Kandidaten gegenüber: Bola Tinubu wurde von der Regierungspartei All Progressives mit Vizepräsidentschaftskandidat Kashim Shettima nominiert. Atiku Abubakar trat für die People’s Democratic Party und Peter Obi für die sozialdemokratische Labour Party an. Der vierte Kandidat, Rabiu Kwankwaso von der New Nigeria Peoples Party, galt als chancenlos. Erstmalig kandidierte kein Offizier bzw. ehemaliger Militärmachthaber für das Präsidentenamt.

### Peter Obi
Peter Obi, zuvor erfolgreicher Gouverneur des Staates Anambra und gelegentlich mit Emmanuel Macron verglichen, lag bis zur Wahl in Meinungsumfragen deutlich vorne (Stand Anfang Februar 2023). Er spricht vor allem junge, städtische Wähler an und hat im Südosten, unter Intellektuellen und bei Frauen seine Stammbasis. Da der 80-jährige, scheidende Präsident Buhari oft monatelang wegen der im Ausland vorgenommenen Behandlung nicht offiziell bestätigter Krankheiten der Öffentlichkeit ferngeblieben war, mag der 61-jährige Obi neben seinen beiden über 70-jährigen, kränklichen Gegenkandidaten als wohltuend junge und robuste Alternative erscheinen.
Wahlkampfveranstaltungen der Obi-Anhänger („Obi-dients“) gleichen einer Kombination aus Karneval und Meisterschaftsfeier. Am Nationalfeiertag, dem 1. Oktober 2022, konnte die Labour-Wahlkampfveranstaltung in Lagos 4 Millionen Teilnehmer vermelden. Auch in einem Dutzend anderer Städten wie Aba, Kaduna, Nassarawa und Asaba fanden „million marches“ statt. Kaduna und Nassarawa liegen im nördlichen, streng islamischen Teil Nigerias, während Peter Obi ein Christ aus dem Süden ist. Der Umstand, dass Obi als erster aussichtsreicher Präsidentschaftskandidat zur seit dem Biafra-Krieg unterprivilegierten Ethnie der Igbo gehört und dennoch außerhalb der Igbo-Staaten Mehrheiten zu finden weiß, verdient besondere Beachtung.
Obi setzt sich für eine stärkere Einbeziehung von Frauen in der nigerianischen Politik ein und verspricht, im Fall seiner Wahl „35–40 %“ der Ministerposten mit Frauen besetzen zu wollen, weil diese weniger korrupt als Männer seien. Obi gehört zu den wenigen Politikern Nigerias, die Umweltthemen ansprechen, er will aber auch das Stahlwerk Ajaokuta „wiederbeleben“, das in den 80er Jahren noch von der Sowjetunion gebaut worden war und erst seit 2018, mit sehr geringer Auslastung, betrieben wird. Obi distanziert sich von „hate speeches“ anderer Politiker (darunter die seines Stellvertreters) gegen queere Menschen, äußert sich ansonsten aber nicht zu LGBT-Themen.

### Korruptionsvorwürfe
Tinubu und Abubakar sind seit der Ausrufung der IV. Republik vor 24 Jahren politisch aktiv und können sich auf einen umfangreichen und routinierten Parteiapparat verlassen. Beide gelten als korrupt. Tinubu werden sogar Verbindungen zum Rauschgiftgeschäft nachgesagt. Vorwürfe gegen Peter Obi beziehen sich vor allem auf Offshore-Investitionen in den 90er Jahren, vor dem Beginn seiner politischen Laufbahn 2006. Keine der Vorwürfe wurde bislang erhärtet (Stand Januar 2023).

### Bildungsabschlüsse und Familie
Obi hat zwei Harvard-Abschlüsse und zwei Kinder.
Abubakar hat 2021, mit 75 Jahren und nach mehreren vergeblichen akademischen Anläufen, einen Abschluss „International Relations“ in Cambridge errungen. Abubakar hat mit vier Frauen und einer Ex-Frau 28 Kinder.
Tinubu besitzt offenbar einen Bachelor of Science für Buchhaltung von der University of Chicago. Er legte der Öffentlichkeit zuerst ein gefälschtes Diplom vor, sein Abschluss in den 70er Jahren wurde von seiner Alma Mater aber bestätigt. Tinubu hat vier Kinder, von denen drei noch leben.

## Themen
Hauptthema der Wahl ist die bewaffnete Kriminalität. Laut einer Umfrage der nigerianischen Online-Zeitung Premium Times finden 42 % der Nigerianer, dass der nächste Präsident sich auf die bedrohliche Sicherheitslage konzentrieren sollte. 30 % finden die Wirtschaft das wichtigste Thema, 14 % die Stromversorgung und 13 % die Korruption. Laut NOI-Polls sehen 24 % der Nigerianer in ihrer Gemeinde Raub als das dringendste Sicherheitsproblem, ebenso viele fühlen sich durch Entführungen bedroht, jeweils 8 % entfallen auf „bewaffnetes Banditentum“, Taschendiebstahl und den Hirten-Bauern-Konflikt. 68 % der Nigerianer finden, dass ihr Land nicht sicher ist. Dabei überrascht, dass diese Aussage im von Boko Haram jahrelang terrorisierten Nordosten Nigerias nur von 58 % der Befragten bestätigt wird – der niedrigste Wert im zwischenregionalen Vergleich.
Nach einer Umfrage des African Polling Institute (API) vom August 2022 finden 67 % der Nigerianer, dass die Religionszugehörigkeit des nächsten Präsidenten (Moslem / Christ) bei ihrer eigenen Wahlentscheidung keine Rolle spielt. 82 % der Nigerianer befürworten, dass der nächste Präsident und sein Vizepräsident unterschiedlichen Religionen angehören („gemischtes Ticket“). Es fällt dabei auf, dass ein rein moslemisches Ticket (Präsident und Vizepräsident Moslem) im moslemischen Norden von über 89 % der Befragten abgelehnt wird. Vom nächsten Präsidenten erwarten 30 % der Befragten Wirtschaftskompetenz, 29 % die Bewältigung der Unsicherheit durch Kriminalität, danach Verwaltungsfähigkeiten (17 %), persönliche Integrität (13 %) und Führungsqualitäten (11 %).

## Bedeutung der Wahl und Vertrauen in eine faire Wahl
Das Meinungsforschungsinstitut „NOI Polls“ veröffentlichte im Juli 2022 eine Umfrage, laut der sich 93 % der Nigerianer auf die Wahl 2023 freuen. 80 % der Befragten hatten zu diesem Zeitpunkt bereits einen Wahlpass. 69 % glauben, dass ihre Stimme wichtig ist und 62 % sind der Meinung, dass die Wahlen frei und fair verlaufen werden. Im Oktober 2022 gab die Wahlbehörde INEC die Rekordzahl von 93,5 Mio. registrierten Wählern bekannt. 76,5 % dieser Wähler sind jünger als 35 Jahre. Die Zahl der registrierten Erstwähler liegt mit fast zehn Millionen deutlich über dem Wert bei den vorangegangenen Wahlen.
Nigerias Parlaments- und Präsidentschaftswahlen sind die größten des Kontinents und gelten laut Experten als richtungsweisend für die Demokratie im Land und die Stabilität in der Region. Es soll der siebte friedliche Machtwechsel seit Ende der Militärdiktatur in den 90er-Jahren werden.

## Umfragen
Kurz vor der Wahl sieht der Datenanalysedienst Stears bei einer hohen Wahlbeteiligung Peter Obi als Favoriten, bei einer niedrigen dagegen Bola Tinubu. SBM Intelligence sieht keinen klaren Favoriten, erwartet aber, dass Peter Obi und Atiku Abubakar die notwendigen 25 % der Stimmen in zwei Dritteln der Bundesstaaten erreichen werden.

## Wahlgang, Wahlergebnis und Kritik an der Wahlkommission

### Ablauf der Wahl
Bei der Wahl gab es massive Sicherheitsvorkehrungen; so wurden etwa zum ersten Mal die Wählerinnen und Wähler biometrisch registriert und Ergebnisse wurden elektronisch übertragen. Rund 400.000 Sicherheitskräfte sicherten landesweit die Stimmabgabe. Versuche von Wahlbeeinflussung wurden lediglich vereinzelt bekannt. In Borno, im Norden des Landes, wurden zwei Mörserbomben auf Menschen geworfen, die anstanden, um ihre Stimme abzugeben. Mindestens fünf Menschen wurden bei dem Angriff, für den die Terrororganisation Boko Haram verantwortlich gemacht wird, verletzt.
Die Wahllokale schlossen eigentlich am 25. Februar um 14:30 Uhr Ortszeit, aber noch Stunden nach der offiziellen Schließung der Wahllokale standen landesweit Tausende Wählerinnen und Wähler Schlange, um ihre Stimmen abzugeben. Nigerias Wahlbehörde INEC kündigte an, mehr als 140 Wahllokale anders als geplant am Sonntagmorgen erneut zu öffnen. Wahl-Kommissionschef Mahmood Yakubu erklärte, jedem Wahlberechtigten werde die Stimmabgabe ermöglicht. Gründe für die Verzögerungen sind unter anderem, dass teils nicht genug Stimmzettel vorhanden waren, Wählerverzeichnisse fehlten oder die Wahlhelfer zu spät kamen. Anderenorts berichtete die Wahlkommission auch von Problemen mit dem biometrischen Identifizierungssystem.

### Wahlergebnisse (vorläufig)
Die Auszählungen verzögerten sich teils lange, nach vorläufigen Veröffentlichungen der nationalen Wahlbehörde steht aber bereits fest, dass Peter Obi von der Labour Party den Kandidaten der Regierungspartei All Progressives, Bola Tinubu, in seinem eigenen Kernland Lagos, in dem dieser Gouverneur war, knapp besiegt hat. Im südöstlichen Bundesstaat Enugu gelang Obi ein Erdrutschsieg, er erhielt mehr als 95 % der abgegebenen Stimmen.
Atiku Abubakar gewann unterdessen die Bundesstaaten Yobe, Adamawa und Akwa Ibom.
Bola Tinubu gewann die westlichen Bundesstaaten Kwara, Oyo und Ogun mit großem Vorsprung.

### Kritik an der Wahlkommission
Die Labour Party und People’s Democratic Party, also die Parteien der beiden Oppositionskandidaten Peter Obi und Atiku Abubakar, kritisierten im Laufe der Auszählung massiv die Wahlkommission und verließen aus Protest auch das National Collation Center, in dem die Wahlergebnisse bekannt gegeben werden. Sie kritisieren unter anderem, dass die Ergebnisse nicht, wie vorher vereinbart, auf einem Onlineportal hochgeladen werden, außerdem gebe es Wahlmaschinen, die falsch zählten. Die Wahlkommission begründet die Nicht-Veröffentlichung mit technischen Schwierigkeiten, Vertreter der Labour Party und der Peoples Democratic Party sprechen dagegen laut BBC von einer „Kompromittierung“ durch die regierende Partei All Progressives Congress (APC). Mehrere Oppositionsparteien monierten zudem übereinstimmend, dass die angekündigten Zahlen aus dem Bundesstaat Ekiti nicht stimmen.
Am 27. Februar 2023, 2 Tage nach der Wahl, wurden von der Wahlkommission INEC Ergebnisse veröffentlicht, die nicht auf den erwarteten Erdrutschsieg für die Labour-Party und ihren Kandidaten Peter Obi, sondern auf den seines Kontrahenten Bola Tinubu hinwiesen. Die Beobachtermission der EU kritisierte die Wahlen als intransparent. Einige Hundert Wahlurnen – in Hochburgen der Labourparty – seien von bewaffneten Kriminellen verbrannt oder zerstört worden. Woanders seien Wählerstimmen gekauft worden. Die Server für die digitale Übermittlung der Wahlergebnisse seien tagelang nicht online gewesen. Eine telefonische Durchgabe der Wahlergebnisse sei ebenfalls nicht möglich gewesen.

Der hochangesehene Altpräsident Olusegun Obasanjo fasste die Mängel der Wahl in einer Videobotschaft zusammen:
„Bis zum vergangenen Samstagabend, dem 25. Februar 2023, schienen die guten und edlen Pläne und Vorbereitungen für die Wahlen gut zu laufen. Die Unabhängige Nationale Wahlkommission (INEC) hat viel Geld für die Einführung des bimodalen Wählerakkreditierungssystems (BVAS) und des Servers zur sofortigen Übermittlung der Ergebnisse aus den Wahllokalen ausgegeben.
Es ist jedoch kein Geheimnis, dass INEC-Beamte auf operativer Ebene beeinflusst wurden, um zu erreichen, dass das, was eigentlich funktionieren sollte, nicht funktioniert, und dass man zur manuellen Übertragung der Ergebnisse zurückkehrt, die manipuliert und gefälscht werden. Der INEC-Vorsitzende mag sich auf Unwissenheit berufen, aber er kann nicht die Hände in den Schoß legen und nichts tun, wenn er weiß, dass der Wahlprozess korrumpiert wurde und die meisten Ergebnisse, die außerhalb des BVAS und des Servers veröffentlicht werden, nicht den Willen der Nigerianer widerspiegeln, die ihre individuelle Wahl getroffen haben. (...)
(Der Vorsitzende der INEC) kann alles tun, um die Fehler der letzten beiden Tage zu korrigieren. Kein BVAS, kein akzeptables Ergebnis. Kein Hochladen über Server, kein akzeptables Ergebnis. Wenn BVAS und Server manipuliert oder inaktiv gemacht wurden, müssen diese Ergebnisse für ungültig erklärt werden und sind für die Wahlerklärung unzulässig. Vorsitzender der INEC, ich denke, dass Sie diese wunderbare Gelegenheit nutzen werden, um Ihren Ruf und Ihren Charakter für die Nachwelt zu retten.
Ihre Exzellenz, Präsident Buhari, (...) lassen Sie alle Wahlen, die den Glaubwürdigkeits- und Transparenztest nicht bestehen, annullieren. Wiederholen Sie sie in den Gebieten, in denen die Wahlen gestört wurden, am nächsten Samstag, den 4. März 2023. Tauschen Sie in diesen Gebieten die BVAS- und Server-Beamten aus. Um herauszufinden, welche Wahllokale oder Wahleinheiten manipuliert wurden, sollte ein Ausschuss aus INEC-Mitarbeitern und Vertretern der vier großen politischen Parteien zusammen mit dem Vorsitzenden der nigerianischen Anwaltskammer untersuchen, was getan werden muss, damit die Wahlen am nächsten Samstag reibungslos ablaufen können. Herr Präsident, möge Ihr Plan und Ihre Hoffnung, freie, faire, transparente und glaubwürdige Wahlen zu hinterlassen, in Erfüllung gehen. Herr Präsident, bitte lassen Sie sich von niemandem sagen, dass es keine Rolle spielt oder dass es das Problem der INEC ist. (...) (Es) ist Ihr Problem als Chef der Exekutive der Nation. (...)

Liebe Nigerianerinnen und Nigerianer, bitte üben Sie sich in Geduld, bis das Unrecht korrigiert ist. Ich bin der festen Überzeugung, dass niemand mit der Zukunft und dem Glück Nigerias zu diesem Zeitpunkt spielen wird.“
Zeitgleich forderte das Wahlkampfteam von Bola Tinubu die Verhaftung ihrer Hauptkritiker Dino Melaye, Dele Momodu und Pfarrer Enenche.